# Мала Гоба
Мала Гоба (на словенски: Mala Goba) е село в Словения, регион Средна Словения, община Лития. Според Националната статистическа служба на Република Словения през 2015 г. селото има 28 жители.